# Chlorophytum monophyllum
Chlorophytum monophyllum är en sparrisväxtart som beskrevs av Anna Amelia Obermeyer. Chlorophytum monophyllum ingår i släktet ampelliljor, och familjen sparrisväxter. Inga underarter finns listade i Catalogue of Life.